# Procas
Procas (лат.) — род жуков из семейства брахицерид (Brachyceridae).

## Описание
Тело в негустых тонких волосках, не скрывающих фон. Головотрубка толще, не длиннее переднеспинка, не вершине явственно расширена, более или менее матовая, сверху базальная часть в тонких волосках. Усиковые бороздки с отчётливой пунктировкой. Надкрылья почти параллельносторонние. Второй сегмент средних и задних лапок длиннее своей ширины.